# Vòng loại Giải vô địch bóng đá thế giới 1978 – Khu vực Nam Mỹ
Dưới đây là thông tin về vòng loại Giải vô địch bóng đá thế giới 1978 khu vực Nam Mỹ (CONMEBOL). Để có cái nhìn tổng quan về các vòng loại, hãy xem bài viết Vòng loại Giải vô địch bóng đá thế giới 1978.
Tổng cộng có 10 đội tuyển Nam Mỹ tham gia vòng loại. Khu vực CONMEBOL được phân bổ 3.5 suất dự vòng chung kết World Cup (trong tổng số 16 suất). Argentina, với tư cách chủ nhà, được đặc cách vào thẳng vòng chung kết, để lại 2.5 suất cho 9 đội còn lại tranh tài.

## Thể thức
Vòng loại bao gồm 2 vòng thi đấu:
- Vòng 1: 9 đội chia thành 3 bảng, mỗi bảng 3 đội. Các đội thi đấu vòng tròn 2 lượt (sân nhà – sân khách). Đội nhất bảng sẽ vào Vòng cuối.
- Vòng cuối: 3 đội nhất bảng từ Vòng 1 thi đấu vòng tròn 1 lượt tại địa điểm trung lập. Đội nhất và nhì vòng này sẽ giành quyền vào vòng chung kết World Cup 1978. Đội xếp thứ ba sẽ vào vòng play-off liên lục địa UEFA/CONMEBOL.

## Vòng 1

### Bảng 1
| VT | Đội      | Đ | ST | T | H | B | BT | BB | HS |
| -- | -------- | - | -- | - | - | - | -- | -- | -- |
| 1  | Brasil   | 6 | 4  | 2 | 2 | 0 | 8  | 1  | +7 |
| 2  | Paraguay | 4 | 4  | 1 | 2 | 1 | 3  | 3  | 0  |
| 3  | Colombia | 2 | 4  | 0 | 2 | 2 | 1  | 8  | −7 |

| Colombia | 0 – 0  | Brasil |
| -------- | ------ | ------ |
|          | Report |        |

| Colombia | 0 – 1 | Paraguay |
| -------- | ----- | -------- |
|          |       | Jara 26' |

| Paraguay | 1 – 1 | Colombia     |
| -------- | ----- | ------------ |
| Jara 90' |       | Vilarete 58' |

| Brasil                                                         | 6 – 0  | Colombia |
| -------------------------------------------------------------- | ------ | -------- |
| Roberto 15', 31' · Zico 25' · Marinho 41', 55' · Rivellino 85' | Report |          |

| Paraguay | 0 – 1  | Brasil             |
| -------- | ------ | ------------------ |
|          | Report | Insfrán 59' (l.n.) |

| Brasil             | 1 – 1  | Paraguay |
| ------------------ | ------ | -------- |
| Roberto 6' (ph.đ.) | Report | Báez 54' |

Brasil giành quyền vào Vòng cuối.

### Bảng 2
| VT | Đội       | Đ | ST | T | H | B | BT | BB | HS |
| -- | --------- | - | -- | - | - | - | -- | -- | -- |
| 1  | Bolivia   | 7 | 4  | 3 | 1 | 0 | 8  | 3  | +5 |
| 2  | Uruguay   | 4 | 4  | 1 | 2 | 1 | 5  | 4  | +1 |
| 3  | Venezuela | 1 | 4  | 0 | 1 | 3 | 2  | 8  | −6 |

| Venezuela  | 1 – 1 | Uruguay     |
| ---------- | ----- | ----------- |
| Flores 88' |       | Oliveira 5' |

| Bolivia     | 1 – 0 | Uruguay |
| ----------- | ----- | ------- |
| Jiménez 48' |       |         |

| Venezuela   | 1 – 3 | Bolivia                              |
| ----------- | ----- | ------------------------------------ |
| Iriarte 86' |       | Mezza 5' · Jiménez 76' · Aguilar 80' |

| Bolivia                    | 2 – 0 | Venezuela |
| -------------------------- | ----- | --------- |
| Jiménez 17' · Aragonés 53' |       |           |

| Uruguay          | 2 – 0 | Venezuela |
| ---------------- | ----- | --------- |
| Pizzani 11', 83' |       |           |

| Uruguay          | 2 – 2 | Bolivia          |
| ---------------- | ----- | ---------------- |
| Pereyra 23', 49' |       | Aguilar 25', 59' |

Bolivia giành quyền vào Vòng cuối.

### Bảng 3
| VT | Đội     | Đ | ST | T | H | B | BT | BB | HS |
| -- | ------- | - | -- | - | - | - | -- | -- | -- |
| 1  | Perú    | 6 | 4  | 2 | 2 | 0 | 8  | 2  | +6 |
| 2  | Chile   | 5 | 4  | 2 | 1 | 1 | 5  | 3  | +2 |
| 3  | Ecuador | 1 | 4  | 0 | 1 | 3 | 1  | 9  | −8 |

| Ecuador        | 1 – 1 | Perú        |
| -------------- | ----- | ----------- |
| Paz y Miño 81' |       | Oblitas 43' |

| Ecuador | 0 – 1 | Chile      |
| ------- | ----- | ---------- |
|         |       | Gamboa 33' |

| Chile       | 1 – 1 | Perú        |
| ----------- | ----- | ----------- |
| Ahumada 42' |       | Muñante 70' |

| Perú                                              | 4 – 0 | Ecuador |
| ------------------------------------------------- | ----- | ------- |
| José Velásquez 19' · Oblitas 48', 50' · Luces 63' |       |         |

| Chile                          | 3 – 0 | Ecuador |
| ------------------------------ | ----- | ------- |
| Figueroa 29', 55' · Castro 40' |       |         |

| Perú                    | 2 – 0 | Chile |
| ----------------------- | ----- | ----- |
| Sotil 49' · Oblitas 54' |       |       |

Peru giành quyền vào Vòng cuối.

## Vòng cuối
| VT | Đội     | Đ | ST | T | H | B | BT | BB | HS  |
| -- | ------- | - | -- | - | - | - | -- | -- | --- |
| 1  | Brasil  | 4 | 2  | 2 | 0 | 0 | 9  | 0  | +9  |
| 2  | Perú    | 2 | 2  | 1 | 0 | 1 | 5  | 1  | +4  |
| 3  | Bolivia | 0 | 2  | 0 | 0 | 2 | 0  | 13 | −13 |

| Brasil  | 1 – 0     | Perú |
| ------- | --------- | ---- |
| Gil 53' | Relatorio |      |

| Brasil                                                                            | 8 – 0     | Bolivia |
| --------------------------------------------------------------------------------- | --------- | ------- |
| Zico 5', 10', 27' (ph.đ.), 60' · Roberto 22' · Gil 54' · Cerezo 70' · Marcelo 89' | Relatorio |         |

| Perú                                                    | 5 – 0     | Bolivia |
| ------------------------------------------------------- | --------- | ------- |
| Cubillas 31', 44' · José Velásquez 65', 89' · Rojas 74' | Relatorio |         |

Brasil và Peru đã giành quyền tham dự World Cup. Bolivia lọt vào vòng play-off liên lục địa giữa UEFA và CONMEBOL.

## Play-off liên lục địa
| Đội 1   | TTS | Đội 2   | Lượt đi | Lượt về |
| ------- | --- | ------- | ------- | ------- |
| Hungary | 9–2 | Bolivia | 6–0     | 3–2     |

Hungary giành quyền tham dự vòng chung kết World Cup 1974.

## Các đội tuyển vượt qua vòng loại
3 đội tuyển sau đến từ CONMEBOL vượt qua vòng loại tham dự Giải vô địch bóng đá thế giới 1978
| Đội tuyển | Tư cách vượt qua vòng loại | Ngày vượt qua vòng loại | Số lần tham dự FIFA World Cup trước đây1                        |
| --------- | -------------------------- | ----------------------- | --------------------------------------------------------------- |
| Argentina | Chủ nhà                    | 6 tháng 7 năm 1966      | 6 (1930, 1934, 1958, 1962, 1966, 1974)                          |
| Brasil    | Chiến thắng Vòng cuối      | 14 tháng 7 năm 1977     | 10 (1930, 1934, 1938, 1950, 1954, 1958, 1962, 1966, 1970, 1974) |
| Perú      | Chiến thắng Vòng cuối      | 17 tháng 7 năm 1977     | 2 (1930, 1970)                                                  |

1 Chữ in đậm chỉ đội vô địch năm đó. Chữ in nghiêng chỉ quốc gia đăng cai năm đó.

## Cầu thủ ghi bàn
5 bàn thắng
- Zico

4 bàn thắng
- Roberto Dinamite
- Juan Carlos Oblitas

3 bàn thắng
- Miguel Aguilar
- Carlos Aragonés
- Porfirio Jiménez
- José Velásquez

2 bàn thắng
- Gilberto Alves
- Marinho Chagas
- Elías Figueroa
- Carlos Jara Saguier
- Teófilo Cubillas
- Dario Pereyra
- Nitder Pizzani

1 bàn thắng
- Oviedo Mezza
- Toninho Cerezo
- Marcelo Oliveira
- Rivellino
- Sergio Ahumada
- Osvaldo Castro
- Miguel Ángel Gamboa
- Eduardo Vilarete
- José Fabián Paz y Miño
- Carlos José Báez
- Alejandro Luces
- Juan José Muñante
- Percy Rojas
- Hugo Sotil
- Washington Oliveira
- Vicente Flores
- Rafael Iriarte

1 bàn phản lưới nhà
- Windsor del Llano (trong trận gặp Hungary)
- José Domingo Insfrán (trong trận gặp Brasil)